# Teotihuacan
Teotihuacan, Teotihuacã ou Teotihuacán, foi um centro urbano da Mesoamérica pré-colombiana localizada na Bacia do México, 48 quilómetros a nordeste da atual Cidade do México, e que hoje é conhecida como o local de muitas das pirâmides mesoamericanas arquitetonicamente mais significativas construídas na América pré-colombiana. Além dos edifícios piramidais, Teotihuacan também é antropologicamente significativa por seus complexos residenciais multifamiliares, pela Avenida dos Mortos e por seus vibrantes murais que foram excepcionalmente bem preservados. Além disso, Teotihuacan exportou um estilo de cerâmica e finas ferramentas de obsidiana que conquistaram grande prestígio e utilização generalizada em toda a Mesoamérica.
Acredita-se que a cidade tenha sido estabelecida em torno de 100 a.C., sendo que os principais monumentos foram construídos continuamente até cerca de 250 d.C. A cidade pode ter durado até algum momento entre os séculos VII e VIII, mas seus principais monumentos foram saqueados e sistematicamente queimados por volta de 550 d.C. No seu apogeu, talvez na primeira metade do primeiro milénio d.C., a cidade de Teotihuacan foi a maior da América pré-colombiana, com uma população de mais de 125 mil pessoas, tornando-se, no mínimo, a sexta maior cidade do mundo naquela época. Teotihuacan começou como um novo centro religioso nas terras altas mexicanas em torno do primeiro século d.C. Esta cidade passou a ser o maior e mais populoso centro no Novo Mundo e tinha até complexos de moradias de vários andares, construídas para acomodar esta grande população. A civilização e cultura associadas ao sítio arqueológico da cidade também são referidas como Teotihuacan ou teotihuacana.
Apesar de ser um tema em debate se Teotihuacan era o centro de um império ou Estado, a sua influência em toda a Mesoamérica está bastante documentada; a evidência da presença teotihuacana pode ser vista em vários locais em Veracruz e na região maia. Os astecas podem ter sido influenciados por esta cidade. A etnia dos habitantes de Teotihuacan é também um tema em debate. Possíveis candidatos são os grupos étnicos náuatles, otomis ou totonacas. Os estudiosos também sugeriram que Teotihuacan era um estado multiétnico.
A cidade e o sítio arqueológico estão localizados no que hoje é o município de San Juan Teotihuacán, no estado do México, a cerca de 40 quilómetros a nordeste da Cidade do México. O local abrange uma área total de 83 quilómetros quadrados e foi designado como Património Mundial pela UNESCO em 1987. As ruínas da cidade são o sítio arqueológico mais visitado do México.

## História

### Fundação

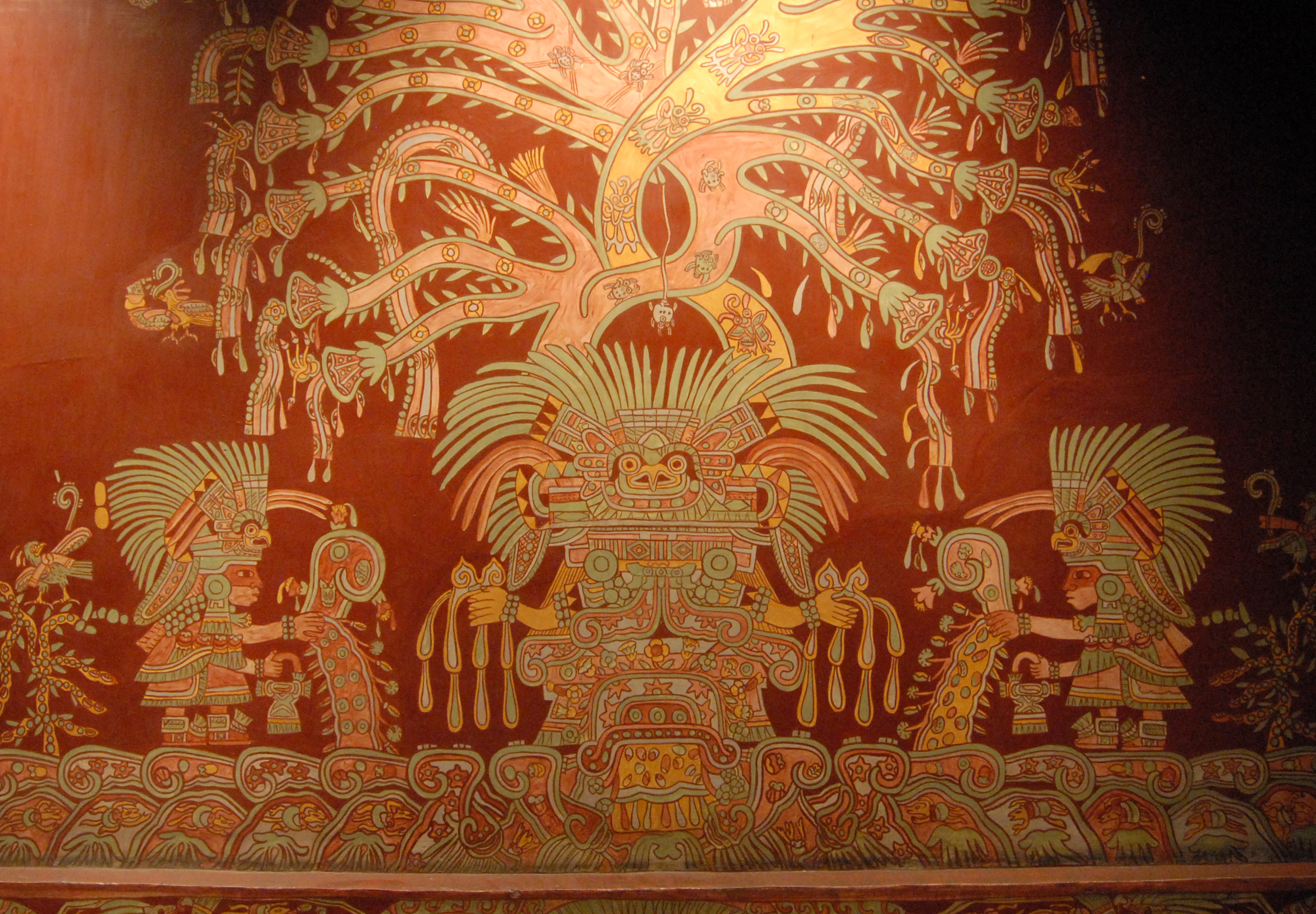
Mural da chamada Grande Deusa de Teotihuacan

A história inicial de Teotihuacan é bastante misteriosa e a origem de seus fundadores é incerta. Por volta de 300 aC, as pessoas da região central e sudeste da Mesoamérica começaram a se reunir em assentamentos maiores. Teotihuacan foi o maior centro urbano da Mesoamérica até os astecas fundarem Tenochtitlán (atual Cidade do México), quase 1000 anos depois de sua época. A cidade já estava em ruínas na época dos astecas.
No final da era formativa, vários centros urbanos surgiram no centro do México. O mais proeminente deles parece ter sido Cuicuilco, na margem sul do lago Texcoco. Estudiosos especularam que a erupção do vulcão Xitle pode ter causado uma emigração em massa para fora do vale central e para o vale de Teotihuacan. Esses colonos podem ter fundado ou acelerado o crescimento da cidade.
Outros estudiosos apresentaram o povo totonacas como fundadores de Teotihuacan. Há evidências de que pelo menos algumas das pessoas que vivem em Teotihuacan imigraram daquelas áreas influenciadas pela civilização teotihuacana, incluindo os povos zapoteca, mixteca e maia. Os construtores de Teotihuacan aproveitaram a geografia na bacia do México. Do terreno pantanoso, eles construíram canteiros elevados, chamados chinampas, de alta produtividade agrícola, apesar dos métodos antigos de cultivo. Isso permitiu a formação de canais e, posteriormente, o tráfego de canoas, para transportar alimentos das fazendas da cidade. Os primeiros edifícios em Teotihuacan datam de cerca de 200 aC. A maior pirâmide, a Pirâmide do Sol, foi concluída em 100 dC.

### Expansão

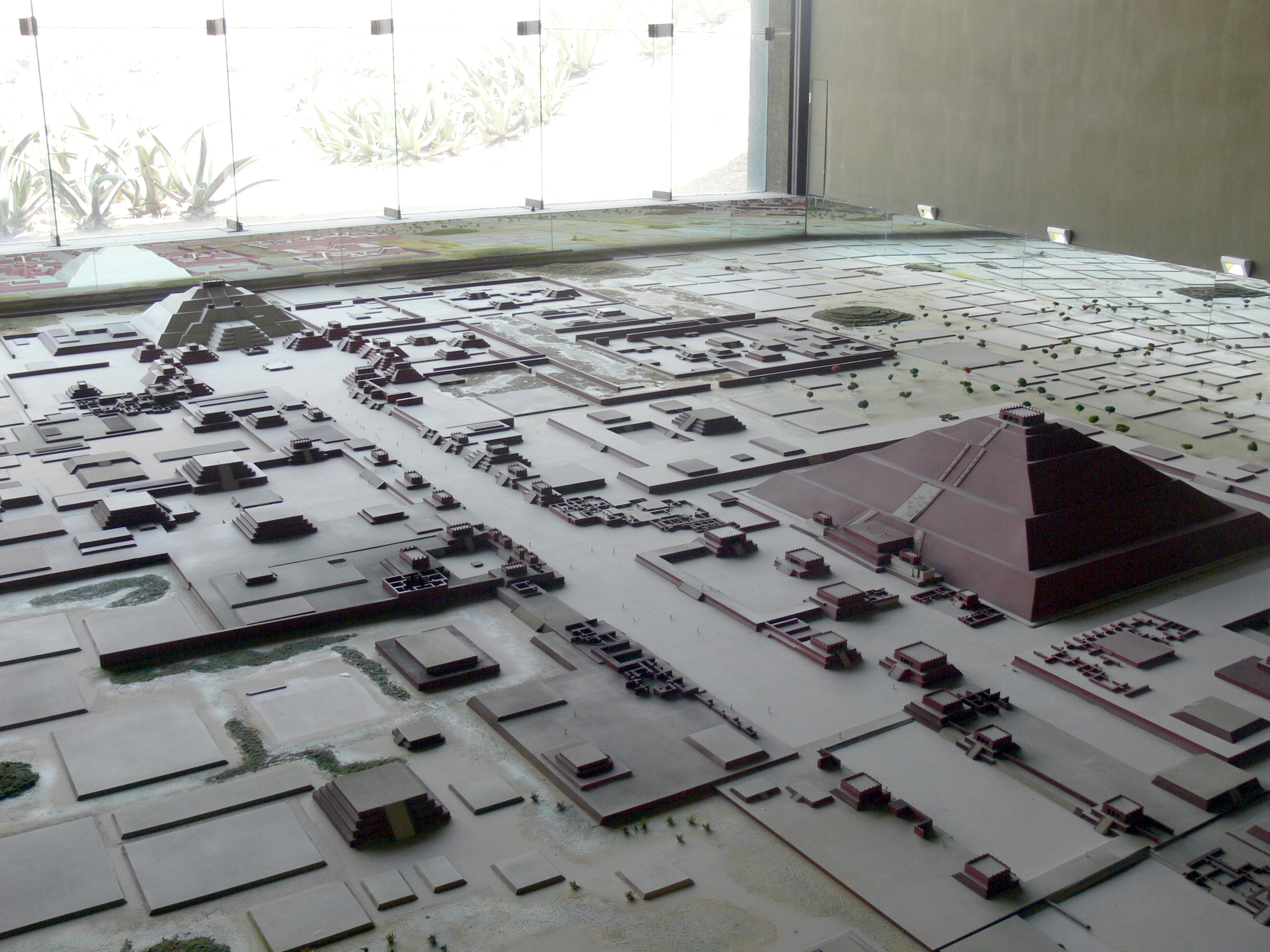
Maquete mostrando a cidade em seu auge.

A cidade atingiu seu pico em 450 d.C., quando era o centro de uma cultura poderosa cuja influência se estendia por grande parte da região mesoamericana. No auge, a cidade cobria mais de 30 km² e talvez abrigasse uma população de 150.000 pessoas, com algumas estimativas chegando a 250.000 habitantes.
Os historiadores concluíram que os fundadores desta civilização faziam parte de um povo do qual não se tem qualquer conhecimento. Estão certos de que não foram nem os olmecas nem os toltecas. Sabe-se, a partir dos dados obtidos a partir de escavações, que o mais antigo de Teotihuacan é anterior à cultura Tolteca. Aquela civilização organizava a sua religião por confrarias. Nos primeiros séculos da nossa era, Teotihuacan passou a ser um estado imperialista que se expandiu grandemente para lá das suas fronteiras. Durante o seu apogeu influenciou muito povos vizinhos e inspirou outras culturas tendo ainda legado conhecimentos científicos e culturais às sociedades posteriores. Por esta razão, é frequente encontrar por todo o território mexicano rastros e evidências desta cultura.[carece de fontes?]
A expansão do império de Teotihuacan foi conseguida, não pelas armas, mas pelo uso sábio do comércio e da religião. Quando a cidade se tornou grande e poderosa, as casas passaram a ser edifícios de pedra, substituindo cabanas de madeira e palha. A classe governante, a aristocracia, vivia num bairro rodeado por uma muralha, construído nas proximidades do que actualmente se designa por calçada dos Mortos. Os seus palácios eram ricamente decorados com pinturas murais onde se encontravam representadas figuras de determinados animais, deuses e outros personagens religiosos. O resto da população vivia em construções tipo apartamento de um só piso em que chegavam a juntar-se entre 60 a 100 indivíduos. A certa altura existiriam cerca de 2000 construções deste tipo. No centro tinham um pátio e um ou dois templos.[carece de fontes?]

### Colapso

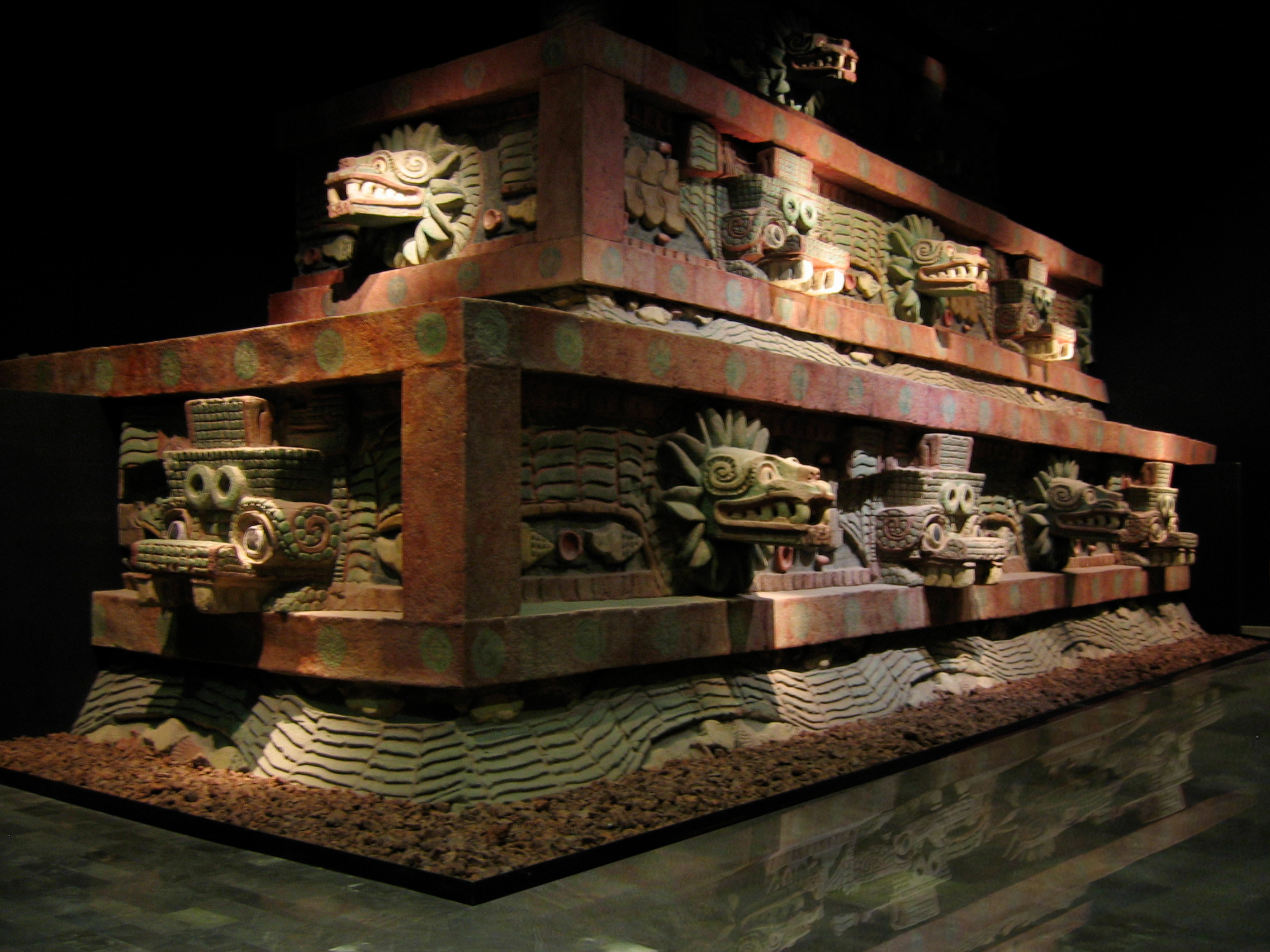
Parte restaurada da arquitetura de Teotihuacan

Os estudiosos acreditavam que invasores atacaram a cidade no século VII ou VIII, saqueando e queimando-a. Evidências mais recentes, no entanto, parecem indicar que a queima foi limitada às estruturas e habitações associadas principalmente às classes dominantes, o que sugere que a queima foi de um levante interno.
A teoria da invasão é falha porque os primeiros trabalhos arqueológicos na cidade eram focados exclusivamente nos palácios e templos, locais usados pela elite. Como todos esses locais mostraram sinais de queima, os arqueólogos concluíram que a cidade inteira havia sido queimada. Agora, sabe-se que a destruição estava centrada nas principais estruturas cívicas ao longo da Calçada dos Mortos. As esculturas dentro das estruturas palaciais, como Xalla, foram destruídas. Nenhum vestígio de invasão estrangeira é visível no local.
A repentina destruição de Teotihuacan era comum nas cidades-Estados mesoamericanas do período clássico. Muitos centros urbanos maias sofreram destinos semelhantes nos séculos seguintes, uma série de eventos frequentemente referidos como o colapso clássico dos maias. Nas proximidades, no vale de Morelos, Xochicalco foi queimada em 900 e Tula teve um destino semelhante por volta de 1150.

## Geografia

Mapa mostrando Teotihuacan e outros assentamentos do período clássico

O Vale de Teotihuacan está localizado no nordeste do grande lago de mais de 14 mil quilômetros quadrados, dentro dos limites do Estado do México, sendo parte da Bacia do México.
é uma das maiores cidades pré-colombianas das Américas, com seu sítio arqueológico abrangendo uma extensão de mais de 48 km². Sua altitude varia de 2.240 metros a 3.200 m no pico de Cerro Gordo.
A vegetação do vale de Teotihuacan ainda possui muitas características dos tempos pré-hispânicos. No entanto, o cenário atual seja consequência de uma combinação de fatores naturais e da influência humana. Atualmente a região possui seis tipos principais de vegetação. Tem pequenos bolsões de floresta de carvalhos, localizado no Cerro Gordo; este tipo de vegetação provavelmente cobriu as áreas, atualmente ocupadas por matos de carvalho (Quercus microphyla) formando um segundo tipo de vegetação. A vegetação dipo Xerófitas é o tipo mais representativo da vegetação no local, e inclui espécies como Opuntia streptacantha, Zaluzania biuncifera agosto e Mimosa.

## Monumentos
[carece de fontes?]

### Calçada dos Mortos e Cidadela

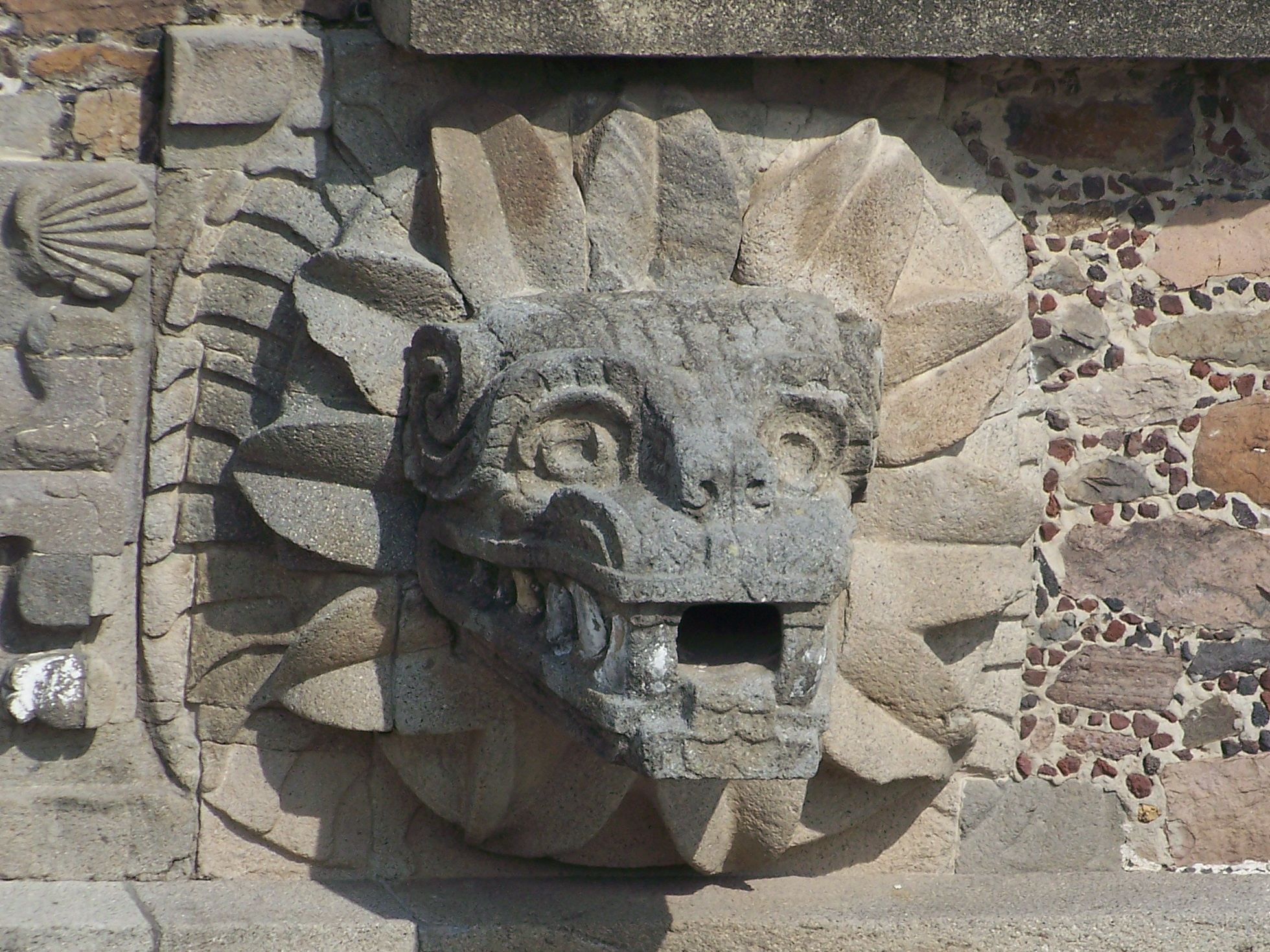
Quetzalcóatl no complexo da Cidadela

Conhecida também como a "Rua dos Mortos", foi o verdadeiro eixo central da cidade, bem como o seu centro cerimonial. Encontrava-se flanqueada pelas maiores construções de toda a América Central. A organização urbana desta grande cidade influenciou grandemente toda a América Central. Esta avenida tem o seu início no recinto da pirâmide da Lua e termina num recinto a que os espanhóis do século XVI chamaram Cidadela. O seu comprimento é de 4 km, com uma largura total de 45 m. Está orientada 15.º 30' a oriente do norte astronómico, como, aliás ocorre com quase todas as construções aqui encontradas.
Ao longo da rua encontram-se os edifícios mais importantes que albergavam templos, palácios e casas de personagens importantes. Além destes, também as duas grandes pirâmides, a Casa dos Sacerdotes, o palácio de Quetzalpapalotl (borboleta quetzal), o palácio dos Jaguares, a estrutura dos Caracóis emplumados, o templo de Quetzalcóatl, a cidadela e muitas outras edificações que no seu tempo eram de grande beleza, se situam junto a esta avenida. Num dos aposentos foram encontrados pisos construídos com duas camadas de mica com 6 cm de espessura, mais tarde cobertas com pavimento de tezontle.[carece de fontes?]
A Cidadela situa-se no topo sul da calçada dos Mortos. Foi assim denominada pelos conquistadores espanhóis do século XVI, que julgavam que este espaço rectangular era uma instalação militar. É constituída por um pátio com casas à sua volta, onde se supõe que viviam os sacerdotes e os governantes. No seu lado este encontra-se o templo de Quetzalcóatl.[carece de fontes?]

### Palácios

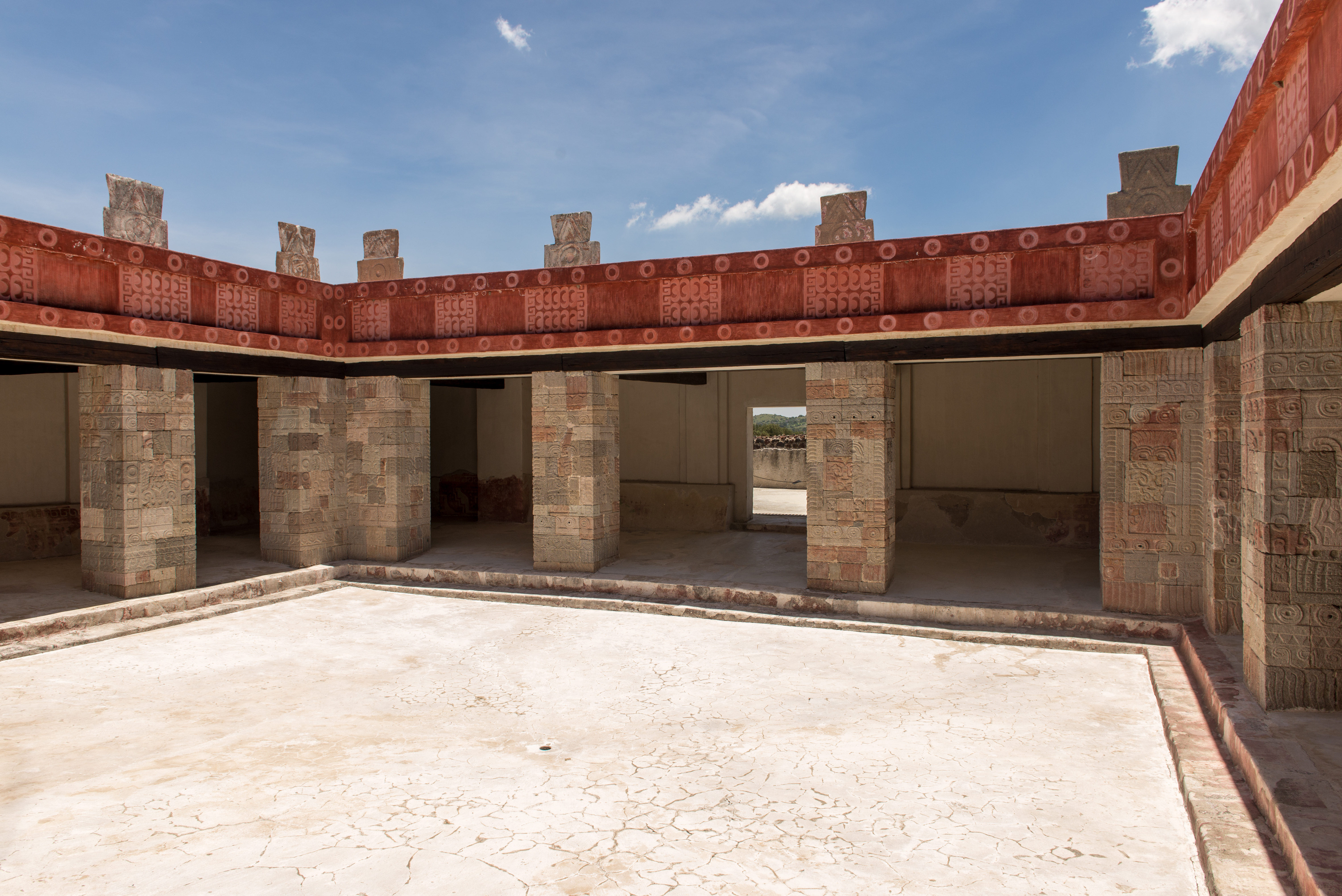
Palácio de Quetzalpapálotl

O Palácio de Quetzalpapálotl, também designado da Borboleta Quetzal ou Borboleta emplumada, está situado a oeste da praça da pirâmide da Lua. Trata-se provavelmente do edifício mais luxuoso e um dos mais importantes da cidade. Terá sido a residência de um personagem notável e influente. Encontra-se amplamente decorado com murais muito bem preservados, sobretudo no que toca à cor vermelha que era a cor preferida desta civilização. As zonas baixas do edifício conservam a cor original. Tem um pátio, chamado pátio dos pilares; estes estão decorados com belos baixos-relevos. No centro pode ver-se a representação do deus Quetzalpapalotl com os símbolos que o relacionam com a água. Este palácio constitui um bom exemplo do que deveria ser a decoração teotihuacana.[carece de fontes?]
O Palácio dos Jaguares está igualmente situado no lado oeste da praça da pirâmide da Lua. Em ambos lados da porta da entrada veem-se duas imagens de felinos bastante grandes, com as cabeças emplumadas; com as patas sustentam uma concha de caracol, através da qual parecem soprar, como se de um instrumento musical se tratasse. No dorso e na cauda são visíveis incrustações de conchas do mar. Na bordadura da parte superior do mural podem ver-se os símbolos do deus da chuva e num glifo veem-se, como decoração, plumas que representam o ano solar teotihuacano.[carece de fontes?]

### Grandes pirâmides

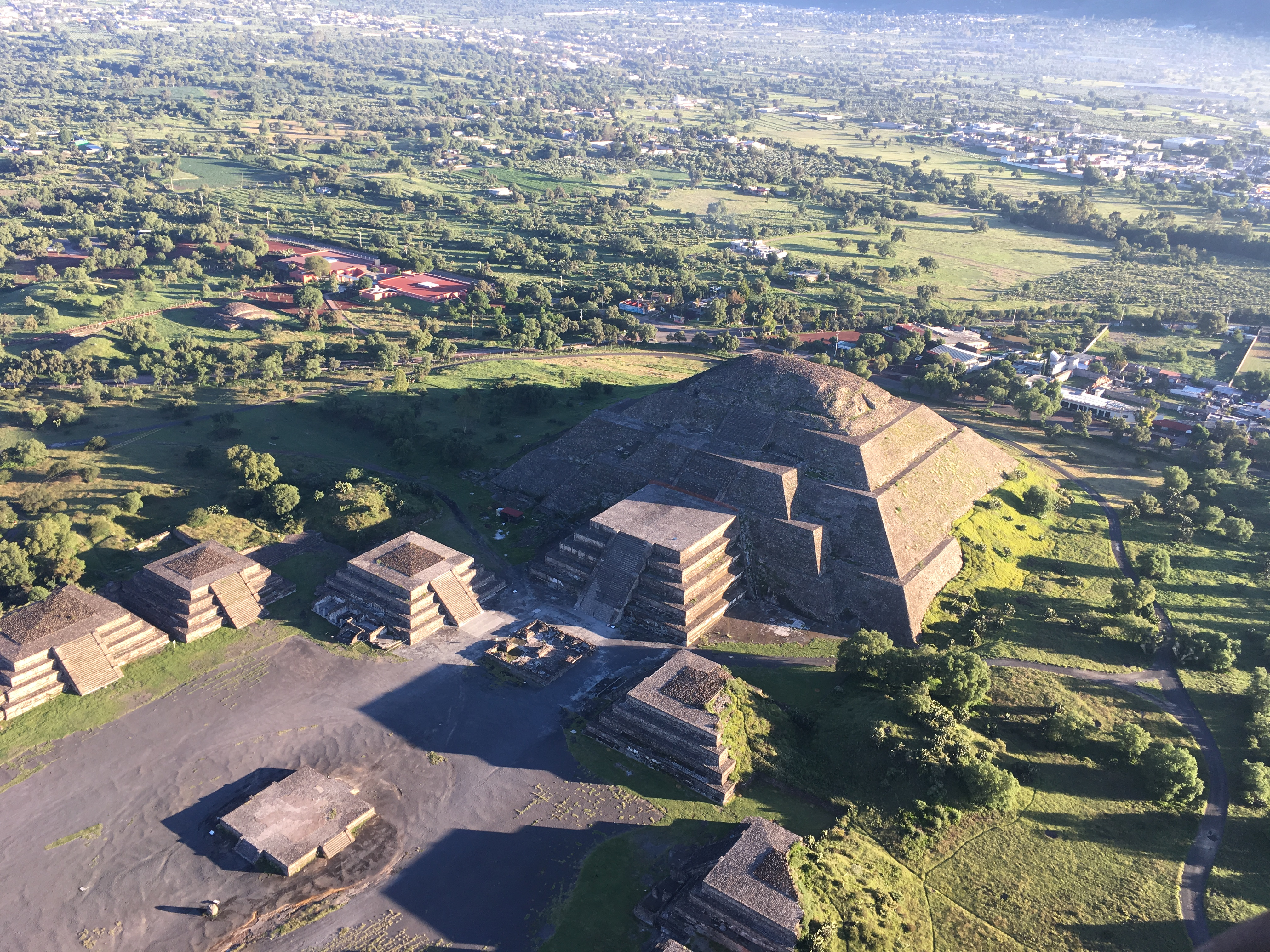
Pirâmide da Lua

Os seus núcleos estão feitos de adobe. Posteriormente foram revestidas com estuque e pedra, tendo sido acrescentado um friso adornado por relevos com motivos geométricos. Foram construídas como base para um templo que se situava na plataforma. Os conquistadores espanhóis, no século XVI, ainda chegaram a ver os ídolos do Sol e da Lua. Segundo eles, eram feitos de pedra coberta de ouro e o ídolo do Sol tinha uma cavidade no peito na qual se podia ver uma imagem do astro feita de fino ouro. Ainda segundo eles, eram também visíveis plataformas de mais de 2000 pirâmides secundárias, todas situadas ao redor das duas mais importantes, do Sol e da Lua.
A Pirâmide do Sol da maior das pirâmides da cidade. A sua estrutura é a mais volumosa de todo o recinto e é também a segunda em tamanho de todo o México, apenas superada pela Pirâmide de Tepanapa de Cholula. Está orientada para o ponto exacto onde o Sol nasce. Tem 65 m de altura e no vértice superior existiu um templo. O seu núcleo é de adobe e era totalmente revestida de estuque pintado. Estudos e escavações realizadas em 1971, conduziram à descoberta de uma gruta sob a pirâmide. A partir desta gruta e por quatro portas dispostas como pétalas de uma flor, tem-se acesso a outras tantas salas. O acesso à gruta é feito por meio de um poço com 7 m de altura situado junto às escadas na base da pirâmide.
Ainda que menor que a pirâmide do Sol, a Pirâmide da Lua tem seus vértices à mesma cota, pois está construída em terreno mais elevado. Tem uma altura de 45 m. Junto a esta pirâmide foi encontrada uma estátua considerada deusa da agricultura, que os arqueólogos acreditam ser da época tolteca primitiva. Esta pirâmide situa-se bastante perto da pirâmide do Sol, fechando o lado norte do recinto da cidade. Desde a sua esplanada inicia-se o percurso pelo eixo principal, a Calçada dos Mortos.

### Bibliográficas
- Berrin, Kathleen; Esther Pasztory (1993). Teotihuacan: Art from the City of the Gods. New York: Thames and Hudson. ISBN 978-0-500-23653-6. OCLC 28423003
- Braswell, Geoffrey E. (2003). «Introduction: Reinterpreting Early Classic Interaction». In:  Geoffrey E. Braswell. The Maya and Teotihuacan: Reinterpreting Early Classic Interaction. Austin: University of Texas Press. pp. 1–44. ISBN 978-0-292-70587-6. OCLC 49936017
- Brown, Dale M., ed. (1992). Aztecs: Reign of Blood and Splendor. Col: Lost Civilizations series. Alexandria, VA: Time-Life Books. ISBN 978-0-8094-9854-3. OCLC 24848419
- Bueno, Christina. The Pursuit of Ruins: Archeology, History, and the Making of Modern Mexico. Albuquerque: University of New Mexico Press, 2016, ISBN 0826357318
- Cheek, Charles D. (1977). «Excavations at the Palangana and the Acropolis, Kaminaljuyu». In:  William T. Sanders; Joseph W. Michels. Teotihuacan and Kaminaljuyu: a Study in Prehistoric Culture Contact. University Park: Pennsylvania State University Press. pp. 1–204. ISBN 978-0-271-00529-4. OCLC 3327234
- Coe, Michael D.; Rex Koontz (1994) [1962]. Mexico: From the Olmecs to the Aztecs. New York: Thames & Hudson. ISBN 978-0-500-27722-5. OCLC 50131575
- Coe, Michael D.; Dean Snow; Elizabeth Benson (1986). Atlas of Ancient America. New York: Facts on File. ISBN 978-0-8160-1199-5
- Cowgill, George L. (1992). «Teotihuacan Glyphs and Imagery in the Light of Some Early Colonial Texts». In:  Janet Catherine Berlo. Art, Ideology, and the City of Teotihuacan: A Symposium at Dumbarton Oaks, 8th and 9th October 1988. Washington, DC: Dumbarton Oaks Research Library and Collection. pp. 231–46. ISBN 978-0-88402-205-3. OCLC 25547129
- Cowgill, George (1997). «State and Society at Teotihuacan, Mexico» (PDF). Annual Review of Anthropology. 26 (1): 129–161. OCLC 202300854. doi:10.1146/annurev.anthro.26.1.129
- Davies, Nigel (1982). The Ancient Kingdoms of Mexico. England: Penguin Books. ISBN 978-0-14-013587-9
- Heyden, Doris (1975). «An Interpretation of the Cave underneath the Pyramid of the Sun in Teotihuacan, Mexico». American Antiquity. 40 (2): 131–147. JSTOR 279609. OCLC 1479302. doi:10.2307/279609
- Kaufman, Terrence (2001). «Nawa linguistic prehistory». Mesoamerican Language Documentation Project
- Laporte, Juan Pedro (2003). «Architectural Aspects of Interaction Between Tikal and Teotihuacan during the Early Classic Period». In:  Geoffrey E. Braswell. The Maya and Teotihuacan: Reinterpreting Early Classic Interaction. Austin: University of Texas Press. pp. 199–216. ISBN 978-0-292-70587-6. OCLC 49936017
- Malmström, Vincent H. (1978). «Architecture, Astronomy, and Calendrics in Pre-Columbian Mesoamerica» (PDF). Journal for the History of Astronomy. 9 (2): 105–116. Bibcode:1978JHA.....9..105M. doi:10.1177/002182867800900202. Consultado em 17 de janeiro de 2007
- Miller, Mary; Karl Taube (1993). The Gods and Symbols of Ancient Mexico and the Maya: An Illustrated Dictionary of Mesoamerican Religion. London: Thames & Hudson. ISBN 978-0-500-05068-2. OCLC 27667317
- Millon, René (1993). «The Place Where Time Began: An Archaeologist's Interpretation of What Happened in Teotihuacan History». In:  Berrin, Kathleen; Esther Pasztory. Teotihuacan: Art from the City of the Gods. New York: Thames and Hudson. pp. 16–43. ISBN 978-0-500-23653-6. OCLC 28423003
- Pasztory, Esther (1992). "Abstraction and the rise of a utopian state at Teotihuacan", in Janet Berlo, ed. Art, Ideology, and the City of Teotihuacan, Dumbarton Oaks, pp. 281–320.
- Schele, Linda; Peter Mathews (1998). The Code of Kings: The Language of Seven Sacred Maya Temples and Tombs. New York: Scribner. ISBN 978-0-684-80106-3. OCLC 37819972
- Sugiyama, Saburo (2003). Governance and Polity at Classic Teotihuacan; in Julia Ann Hendon, Rosemary A. Joyce, "Mesoamerican archaeology". [S.l.]: Wiley-Blackwell
- Séjourné, Laurette (1959) Un Palacio en la ciudad de los dioses, Teotihuacán, Mexico, Instituto Nacional de Antropología e Historia.
- Séjourné, Laurette (1962) El Universo de Quetzalcóatl, Fondo de Cultura Económica.
- Séjourné, Laurette (1966) Arqueología de Teotihuacán, la cerámica, Fondo de Cultura Económica.
- Séjourné, Laurette (1969) Teotihuacan, métropole de l'Amérique, Paris, F. Maspero.
- Šprajc, Ivan; Sprajc, Ivan (2000). «Astronomical Alignments at Teotihuacan, Mexico». Latin American Antiquity. 11 (4): 403–415. JSTOR 972004. doi:10.2307/972004
- Taube, Karl A. (2000). The Writing System of Ancient Teotihuacan. Col: Ancient America series. 1. Barnardsville, NC: Center for Ancient American Studies. OCLC 44992821
- Varela Torrecilla, Carmen; Geoffrey E. Braswell (2003). «Teotihuacan and Oxkintok: New Perspectives from Yucatán». In:  Geoffrey E. Braswell. The Maya and Teotihuacan: Reinterpreting Early Classic Interaction. Austin: University of Texas Press. pp. 249–72. ISBN 978-0-292-70587-6. OCLC 49936017
- Weaver, Muriel Porter (1993). The Aztecs, Maya, and Their Predecessors: Archaeology of Mesoamerica 3rd ed. San Diego: Academic Press. ISBN 978-0-01-263999-3
- Webmoor, Timothy (2007). Reconfiguring the Archaeological Sensibility: Mediating Heritage at Teotihuacan, Mexico. Symmetrical Archaeology [2005–, collaboratory directors T. Webmoor and C. Witmore] (Tese). PhD thesis. Stanford Archaeology Center/Metamedia Lab, Stanford University. Consultado em 2 de junho de 2008. Arquivado do original em 18 de setembro de 2007